# Indonesia AirAsia X
Indonésia AirAsia Extra (operado como Indonesia AirAsia X) foi uma companhia aérea com sede em Jakarta, Indonésia. A companhia aérea encerrou todas as operações em 14 de janeiro de 2019.

## História
Indonesia AirAsia X é a operação de médio e longo curso da marca Indonesia AirAsia. A franquia mantém os custos baixos usando um sistema comum de emissão de bilhetes, uniformes de aeronaves, uniformes de funcionários e estilo de gerenciamento. Serviu dois voos internacionais regulares de longo curso do Aeroporto Internacional Ngurah Rai de Bali para Mumbai e Tóquio até que ambos foram interrompidos. Também atendeu voos de curta distância usando um Airbus A320-200 de Jacarta, Denpasar e Surabaya, substituindo alguns voos da Indonésia AirAsia.
A Indonésia AirAsia X planejava lançar seu primeiro destino para Melbourne em 26 de dezembro de 2014, mas não havia obtido autorização dos governos australiano ou indonésio para fazer a rota. Isso levou a uma grande perturbação para os passageiros durante a alta temporada de férias, com muitos voos atrasados ou cancelados imediatamente. Em janeiro de 2015, Taipei foi anunciada como a primeira rota da IAAX saindo de Bali. O voo inaugural foi iniciado em 19 de janeiro de 2015, mas terminou em setembro de 2015.
No final de novembro de 2018, a companhia aérea anunciou que encerraria as operações programadas a partir de janeiro de 2019. A transportadora ainda deveria permanecer em operação, mas operaria como uma companhia aérea comercial não regular daqui para frente. A companhia aérea operou seu último voo programado para Tóquio em 14 de janeiro de 2019. Indonésia AirAsia X posteriormente encerrou todas as operações em 17 de outubro de 2020 e foi incorporada na AirAsia X como parte da reestruturação da AirAsia X juntamente com a AirAsia Japão, que também cessou o mesmo por motivo semelhante no grupo.

## Frota

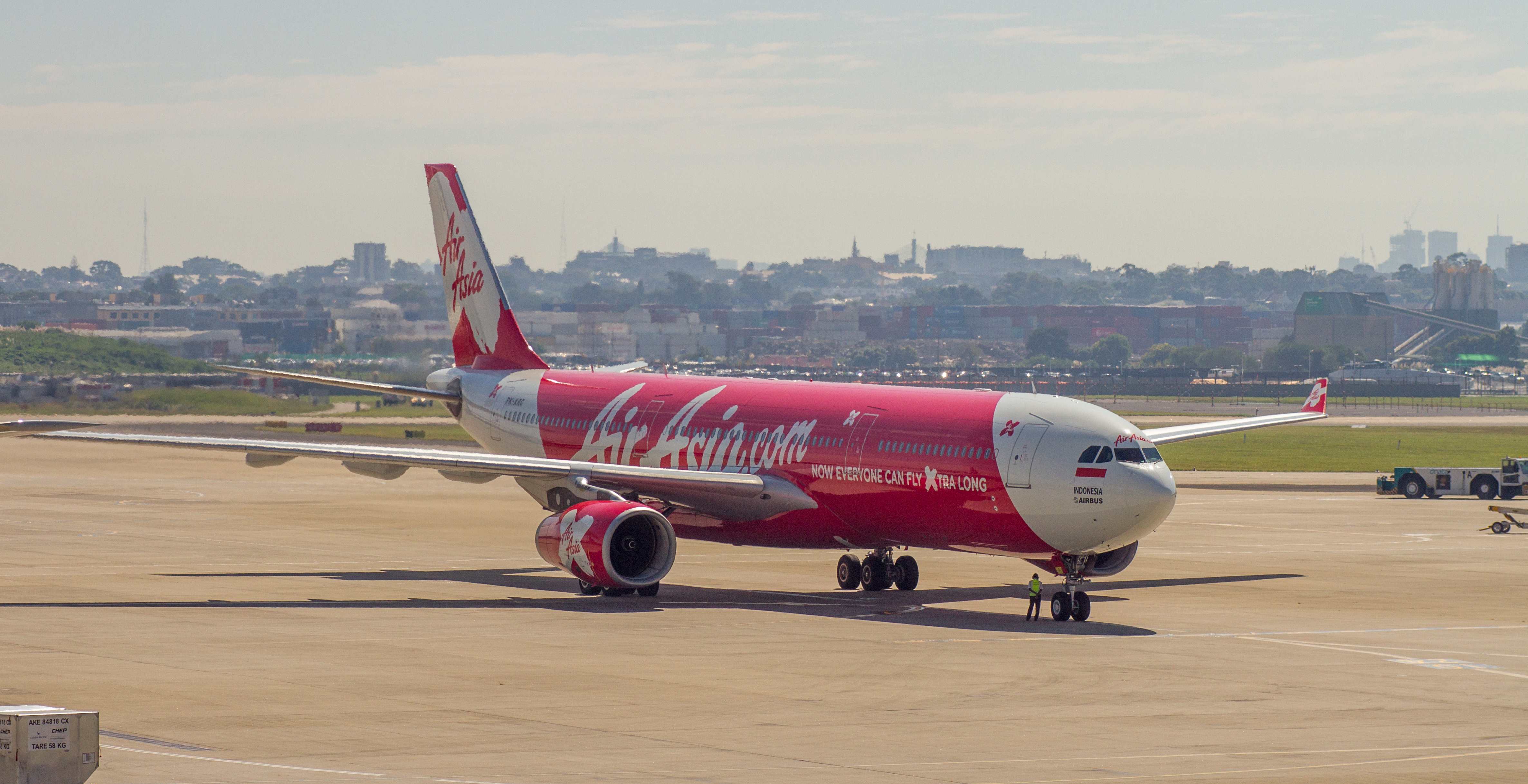
Um Airbus A330-300 da AirAsia X taxiando no Aeroporto Internacional de Sydney em 2016

A frota da Indonésia AirAsia X compreende as seguintes aeronaves (em agosto de 2019):
| Aeronaves       | Em Serviço | Ordens | Passageiros | Notas |
| --------------- | ---------- | ------ | ----------- | ----- |
| Airbus A330-300 | 2          | –      | 377         |       |
| Total           | 2          | –      |             |       |